# Télescopes Magellan
Pour les articles homonymes, voir Magellan.
Cet article concerne les deux télescopes de 6,5 mètres de diamètre. Pour le télescope géant de 24,5 mètres, voir Télescope géant Magellan.

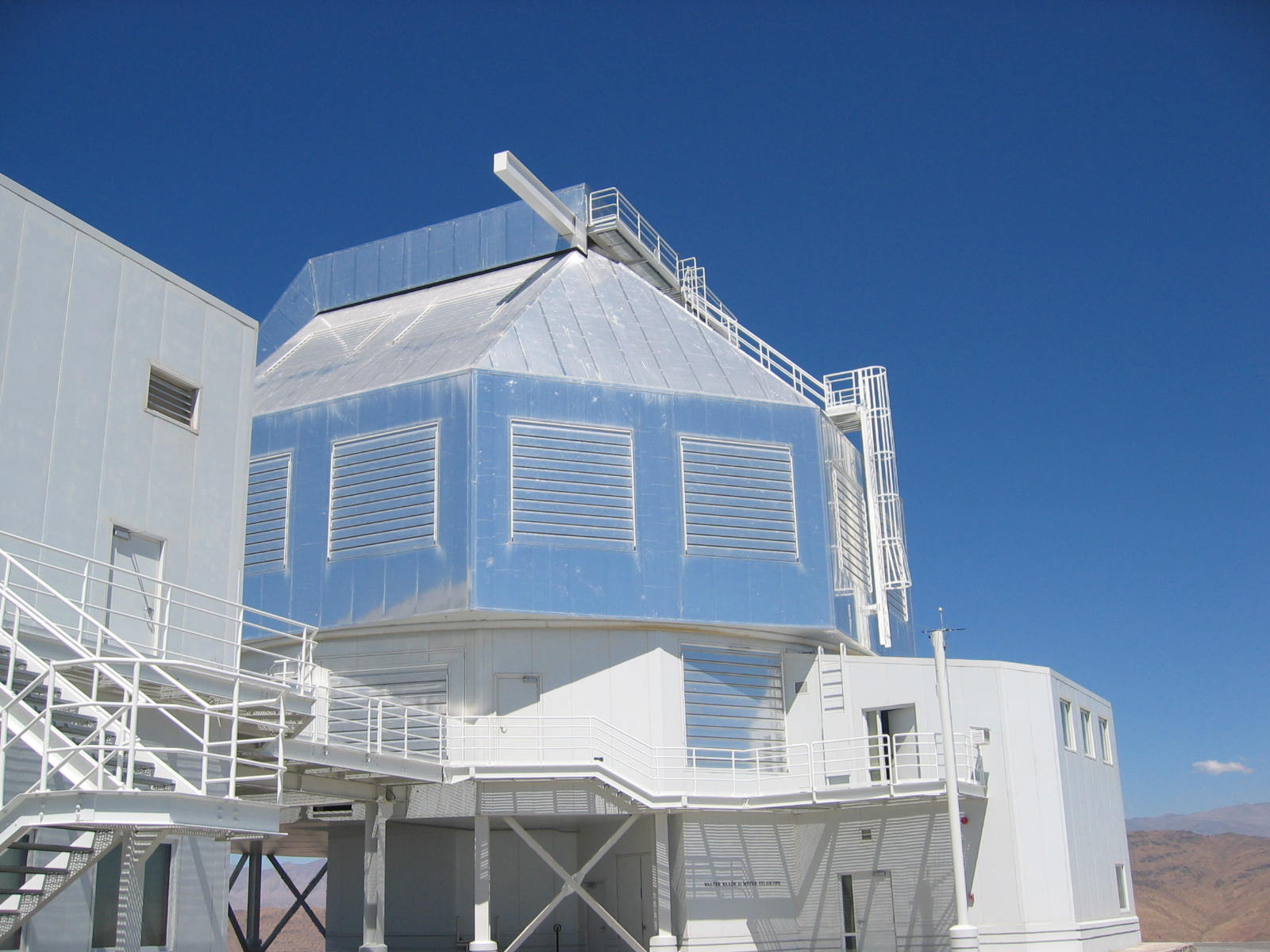
Télescope Walter Baade

Les télescopes Magellan sont deux télescopes optiques de 6,5 m situés à l'observatoire de Las Campanas au Chili. Les deux télescopes sont nommés d'après l'astronome Walter Baade et le philanthrope Landon Clay.
La première lumière des télescopes a eu lieu le 15 septembre 2000 pour le Baade et le 7 septembre 2002 pour le Clay.
L'observatoire de la Carnegie Institution of Washington a construit et dirige les deux télescopes, ainsi que deux instruments plus petits sur le même site.